# 李福晟
李 福晟（イ・ボクソン、朝鮮語: 이복성/李福晟、1902年9月9日 - 1954年7月18日）は、大韓民国の政治家。鎮安面面長、第3代韓国国会議員を歴任したが、国会議員在任中に死去した。
李 福成（読み、ハングル）とも表記される。元全羅北道議会議員の李忠国は孫、全羅北道議会議員の李ルラは曽孫娘。

## 経歴
全羅北道（現・全北特別自治道）鎮安郡出身。釜山商業学校卒。鎮安郡糧穀加工組合工場長、鎮安郡消防隊隊長、鎮安郡体育会会長、鎮安面面長、大韓青年団鎮安郡団団長、自由党鎮安郡党委員長、大韓民国主権守護同盟鎮安郡支部委員長などを務めた。
1954年の第3代総選挙では鎮安郡選挙区で自由党から立候補して当選したが、当選直後の同年7月18日に脳溢血によりソウル市内の知人宅で死去した。享年51。在職中に死去したため、同年10月25日に補欠選挙が行われ、同党所属の朴定根が当選した。